# Rapport sur Nordahl L.
Rapport sur Nordhal L. est un livre-enquête de l’écrivain français Michel Moatti, paru en mars 2022, et reconstituant l’affaire de l’enlèvement suivi du meurtre de Maëlys de Araujo, le 27 août 2017 par Nordahl Lelandais, au cours d’un mariage dans la salle des fêtes de Pont-de-Beauvoisin. S’attachant à décrire autant les faits que la personnalité du tueur, du meurtre du caporal Arthur Noyer à celui de la petite Maëlys, l’ouvrage suit le parcours criminel et judiciaire de Lelandais, jusqu’au verdict rendu par la cour d’assises de l’Isère, le condamnant à la réclusion criminelle à perpétuité assortie d'une peine de sûreté de 22 ans.
L’ouvrage est préfacé par la mère de Maëlys, Jennifer de Araujo, qui y est également interviewée, avant et après le procès. Le livre propose également une analyse sur le rôle des réseaux sociaux, et d’Internet en général dans la médiatisation des faits divers et des affaires criminelles,,.
Selon plusieurs critiques,, l’ouvrage s’inscrit dans la tradition de « non-fiction » de traitement littéraire des faits divers, de Truman Capote à Emmanuel Carrère, Florence Aubenas ou Jean Teulé, situé entre la littérature et le journalisme d’investigation.